# Phường 1, Ngã Năm
Phường 1 là một phường thuộc thị xã Ngã Năm, tỉnh Sóc Trăng, Việt Nam.

## Địa lý
Phường 1 nằm ở trung tâm thị xã Ngã Năm, có vị trí địa lý:
- Phía đông giáp Phường 2 và xã Long Bình
- Phía tây giáp xã Vĩnh Quới
- Phía nam giáp Phường 3
- Phía bắc giáp Phường 2.

Phường 1 có diện tích 19,52 km², dân số năm 2022 là 19.226 người, mật độ dân số đạt 984 người/km².
Trên địa bàn phường có Quốc lộ Quản Lộ – Phụng Hiệp và Quốc lộ 61B đi qua.

## Hành chính
Phường 1 được chia thành 7 khóm: 1, 2, 3, 4, 5, 6, 7.

## Lịch sử
Dưới thời Việt Nam Cộng hòa, địa bàn Phường 1 hiện nay thuộc xã Vĩnh Quới, quận Ngã Năm và là nơi đặt quận lỵ quận Ngã Năm.
Sau năm 1975, quận Ngã Năm bị giải thể, địa bàn sáp nhập vào huyện Thạnh Trị. Đồng thời, chính quyền tách một phần diện tích và dân số của xã Vĩnh Quới để thành lập thị trấn Ngã Năm thuộc huyện Thạnh Trị.
Ngày 31 tháng 10 năm 2003, Nghị định số 127/2003/NĐ-CP về việc chuyển thị trấn Ngã Năm thuộc huyện Thạnh Trị về huyện Ngã Năm mới thành lập quản lý và thị trấn Ngã Năm – thị trấn huyện lỵ của huyện Ngã Năm.
Ngày 22 tháng 4 năm 2010, Bộ Xây dựng ban hành Quyết định số 474/QĐ-BXD về việc công nhận thị trấn Ngã Năm là đô thị loại IV.
Ngày 29 tháng 12 năm 2013, Chính phủ ban hành Nghị quyết số 133/NQ-CP về việc thành lập Phường 1 thuộc thị xã Ngã Năm trên cơ sở toàn bộ 1.955,9 ha diện tích tự nhiên và 17.221 người của thị trấn Ngã Năm.